# Warnflagge
Eine Signalflagge oder Warnflagge (unkorrekt, aber teilweise Wortlaut der Vorschriften: Signalfahne oder Warnfahne) ist eine Flagge zum Übermitteln von Signalen sowie Warnen und Absichern.

## Eisenbahnverkehr

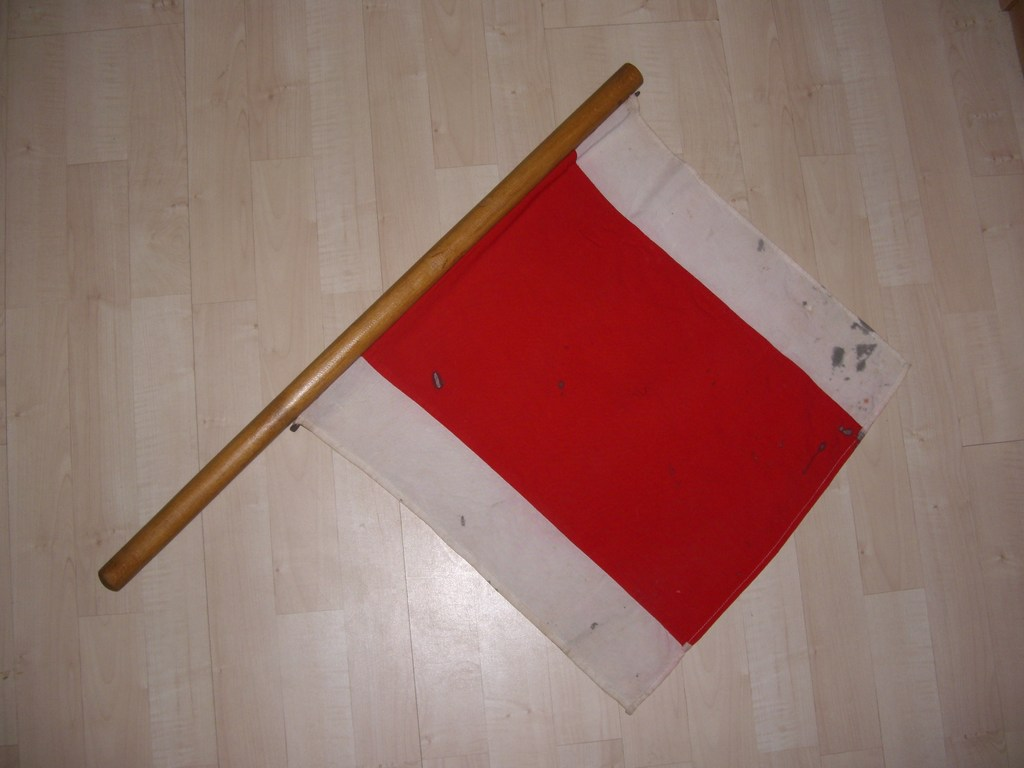
Signalfahne der Eisenbahn

Im Bereich der Bahn ist dies eine kleine weiße Flagge mit einem roten, manchmal auch orangen breiten Streifen in der Mitte. Die Flaggen sind insbesondere auf Rangierbahnhöfen oder bei Schrankenwärterposten und auf Stellwerken anzutreffen. Mit ihnen können die Schutzsignale Sh 2 (früher Wärterhaltsignal – „Schutzhalt“) und Sh 3 (Kreissignal – „Sofort halten“) gegeben werden, um Züge anzuhalten. Schrankenposten können mit ihnen den Bahnübergang sichern wenn die manuelle Schrankenanlage versagt. Auch elektrische Bahnübergänge werden bei Ausfall kurzfristig mit Posten (ggf. Zugpersonal) mit Warnflagge gesichert (§ 19 StVO).

## Straßenverkehr
§ 43 StVO sieht als behelfsmäßiges Absperrgerät u. a. weiß-rot-weiße sogenannte „Warnfahnen“ vor. Weiter ist die Verwendung der Flagge in den Richtlinien für die Sicherung von Arbeitsstellen an Straßen (RSA Teil A 3.2.3 Warnfahnen) festgelegt. Dort werden Personen, die eine Warnfahne verwenden, als Warnposten bezeichnet. Fahrzeuge, die Ladungen mit sich führen, die über die bauartbedingte Kontur des Fahrzeuges hinausragen, haben in Deutschland die Ladung mit einer roten Flagge zu kennzeichnen.

### Abmessungen
Das Flaggentuch ist i. d. R. 50 × 50 cm groß, der Stab hat eine Länge von 80 cm. Warnflaggen für Ladungen auf Fahrzeugen sind 30 × 30 cm groß und haben keinen Stab.
Warnfahnen werden verwendet zur:
- Baustellenabsicherung (Straßenmeisterei, Autobahnmeisterei etc.)
- zusätzlichen Signalwirkung an Schneepflügen (Verkehrssicherungspflichtige)
- Einsatzstellenabsicherung (Feuerwehr, THW etc.)
- Absicherung und Kennzeichnung eines geschlossenen Fahrzeugverbands (siehe unten)

### Kolonnenfahrt
Wenn Fahrzeuge der Bundeswehr oder von Behörden und Organisationen mit Sicherheitsaufgaben (Katastrophenschutz, Polizei, Feuerwehr etc.) als geschlossener Verband fahren, so wird dies mittels drei- oder viereckiger, farbiger Warnflaggen an der linken Fahrzeugfront kenntlich gemacht (Kräder sind von dieser Regelung ausgenommen.).
Die Verwendung der Farben ist wie folgt festgelegt:
| Farbe                         | Verwendung |
| ----------------------------- | --- |
| Schwarz-Weiß diagonal geteilt | Verbandsführer, der nicht fest in der Kolonne fährt                                                                                     |
| Blau                          | Erstes bis vorletztes Fahrzeug des Verbandes                                                                                            |
| Grün                          | Letztes Fahrzeug im Verband |
| Gelb                          | Defektes/Beschädigtes Fahrzeug |
| Rot                           | Fahrzeug, von dem erhöhte Gefahr ausgeht (zum Beispiel beim Abschleppen oder wenn eine besonders hohe Menge Kraftstoff mitgeführt wird) |

## Schifffahrt

Flagge „V“ des Flaggenalphabets bedeutet „Ich brauche Hilfe“

In der Seeschifffahrt werden Signalflaggen nach dem Internationalen Signalbuch eingesetzt, die jeweils einen bestimmten Buchstaben oder eine Ziffer darstellen. Ein Stell, das heißt ein Signalflaggensatz, besteht aus 26 Buchstabenflaggen, zehn Zahlenwimpeln, drei bis vier Hilfsstandern für Zeichenwiederholungen und einem Antwort-/Signalbuchwimpel, siehe Flaggenalphabet.
Daneben existiert noch ein Winkeralphabet, bei dem die Stellung der vom Signalgasten mit ausgestreckten Armen gehaltenen beiden Flaggen jeweils ein Buchstabe beziehungsweise eine Zahl darstellt. Dazu gab es früher spezielle Flaggen, heute werden die Flaggen „O“ zweier Signalflaggenstells verwendet. Das Winkeralphabet ist außerhalb der Kriegsmarinen praktisch nicht mehr in Gebrauch. In beiden Systemen werden die Nachrichten zur schnelleren Übermittlung nach dem Internationalen Signalbuch kodiert.
Neben den Signalflaggen werden in der Seeschifffahrt als Sichtzeichen einfarbige, zum Beispiel rote und grüne Flaggen verwendet.
In der Binnenschifffahrt existieren keine ausgesprochenen Signalflaggen. Auch hier werden einfarbige Flaggen als Sichtzeichen verwendet. Eine hin- und hergeschwenkte rote Flagge bezeichnet Manövrierunfähigkeit, im Kreis geschwenkt dient sie oder ein beliebiger anderer Gegenstand als Notsignal.

## Motorsport

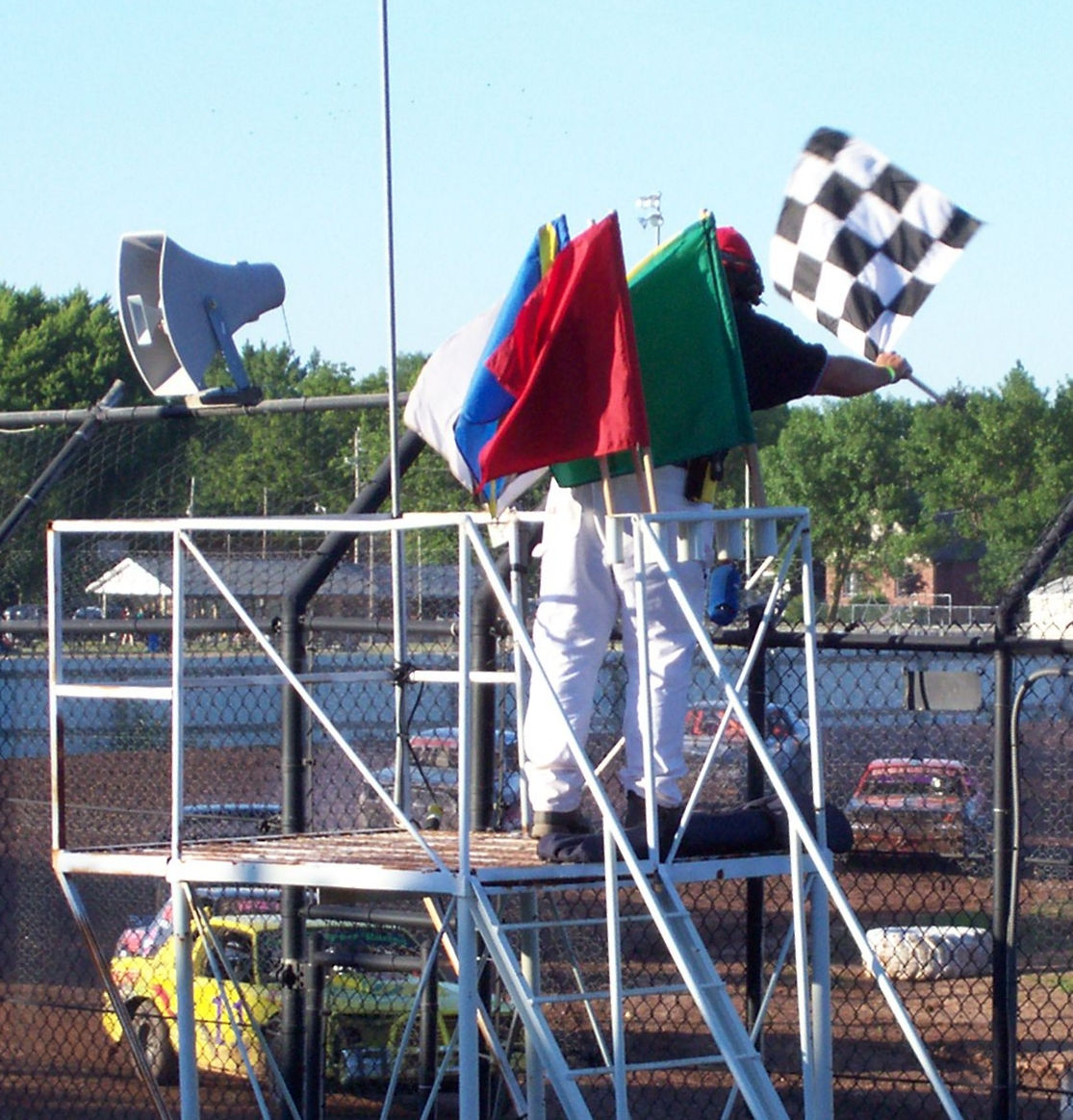
Ein Sportwart (Flagmarshal) gibt Flaggenzeichen.

Flaggenzeichen dienen im Motorsport der Kommunikation an Rennstrecken zwischen der Rennleitung, den Sportwarten und den Teilnehmern.
Die Flaggenzeichen werden von der Rennleitung und den Sportwarten verwendet, um die Teilnehmer auf Gefahrensituationen hinzuweisen oder regelnd in den Lauf einzugreifen. Außerdem können die Flaggenzeichen aus Fahrzeuge der Rennleitung, z. B. zum Sperren oder Freigeben der Strecke oder im Führungsfahrzeug, gezeigt werden. Die Flaggen können stillgehalten oder geschwenkt, einzeln oder verdoppelt gezeigt, oder auch durch Tafeln mit weiteren Informationen ergänzt werden.
Die Verwendung der Flaggen wird in der Regel von dem ausgebildeten Sportwart aufgrund der akuten Situation in Eigenregie entschieden, bei der Formel 1 werden die Flaggenzeichen mittlerweile direkt aus der Rennleitung angewiesen und parallel elektronisch in das Cockpit des Fahrers übermittelt. Alternativ werden bei Nachtrennen auch reflektierende Schilder oder in der Formel 1 auch so genannte elektronische Flaggen verwendet.